# Meu Passado Me Condena (série)
Meu Passado Me Condena é uma série de televisão brasileira, produzida e exibida pela Multishow (desde 10 de outubro de 2012). A série inspirou também o filme homônimo que estreou 2013 e uma peça também de mesmo nome, lançada em 2014. Em 2015, um segundo filme foi lançado.
O seriado era exibido semanalmente.

## Sinopse
Wilson (Marcelo Valle) e Suzana (Inez Viana) são um ex-casal que continuam a trabalhar juntos numa pousada, apesar de estarem separados. Estes dão conselhos e fazem deboches com o jovem casal formado por Fábio (Porchat) e Miá (Mello), que mal se conhecem e se encontram em lua-de-mel.
Para complicar os recém-casados adoram comparar o parceiro com os exs do passado que sempre vêm a tona em forma de flashbacks.

## Elenco
| Ator          | Personagem             | Temporadas | Temporadas |
| Ator          | Personagem             | 1ª (2012)  | 2ª (2013)  |
| ------------- | ---------------------- | ---------- | ---------- |
| Fábio Porchat | Fábio Clóvis Meirelles | Principal  | Principal  |
| Miá Mello     | Miá Meirelles          | Principal  | Principal  |
| Marcelo Valle | Wilson                 | Principal  | Principal  |
| Inez Viana    | Suzana                 | Principal  | Principal  |

### Participações especiais
| Ator            | Personagem                    | Nota                         |
| --------------- | ----------------------------- | ---------------------------- |
| Rafael Sieg     | Beto Assunção (“ex-namorado”) | Temporada 1 - Episódio 1 e 3 |
| Duda Ribeiro    |                               | Temporada 1 - Episódio 3     |
| Julia Gorman    | Tati, “ex-namorada”           | Temporada 1 - Episódio 6 e 8 |
| Cláudia Ventura |                               | Temporada 1 - Episódio 6     |
| Sidney Magal    | Afonso Carlos                 | Temporada 1 - Episódio 6     |
| Raphael Falcão  | João                          | Temporada 2 - Episódio 6     |
| Pablo Sanábio   | Rodrigueira                   | Temporada 2 - Episódio 4     |
| Suely Franco    | Frequentadora da Igreja       | Temporada 2 - Episódio 8     |